# X-COM: UFO Defense
X-COM: UFO Defense (с англ. — «Команда Икс: Защита от НЛО»), также продававшаяся в Европе под названием UFO: Enemy Unknown (с англ. — «НЛО: Враг неведом») — компьютерная игра, разработанная компанией Mythos Games. Игра была издана в марте 1994 года компанией MicroProse для MS-DOS и Amiga, и в 1995 году для приставки PlayStation. Её европейское издание для PlayStation вышло под названием X-COM: Enemy Unknown.
Игра изначально была разработана Джулианом Голлопом в качестве сиквела Laser Squad, игры 1988 года, разработанной Mythos Games. X-COM сочетает жанры симулятора строительства и управления, пошаговой стратегии и тактической ролевой игры. Игрок выполняет роль командира X-COM — тайной международной военизированной организации, защищающей Землю от инопланетного вторжения. Игроку во время пошаговых тактических миссий поручено отдавать приказы отдельным боевым единицам X-COM, находящимся на поле боя. В стратегическом же масштабе игрок управляет исследованием и разработкой новых технологий, строит и расширяет базы X-COM, управляет финансами и персоналом организации, и наконец, контролирует деятельность НЛО и реагирует на неё.
Игра получила хорошие отзывы и была коммерчески успешной, завоевав популярность среди поклонников стратегий; несколько изданий включили X-COM: UFO Defense в списки лучших видеоигр за все время, включая IGN, назвавший её в 2007 году лучшей PC игрой всех времен. Это была первая и самая популярная игра в серии X-COM, которая непосредственно вдохновила несколько подобных игр, включая UFO: Alien Invasion, UFO: Extraterrestrials и Xenonauts. В 2012 году компания Firaxis Games выпустила официальный ремейк игры под названием XCOM: Enemy Unknown, изданный компанией 2K Games.

## Сюжет
Действие игры начинается в 1999 году. Обеспокоенные участившимися сообщениями о появлении НЛО и похищениях людей, правительства Земли учреждают службу X-COM (англ. eXtraterrestrial Combat Unit — подразделение по борьбе с внеземными угрозами), которая призвана защитить человечество от внеземной агрессии, если такая угроза окажется реальной. Игрок выступает в роли главы этой службы.
Вскоре выясняется, что инопланетяне представлены множеством рас, что они кооперируются, ведя одновременно несколько враждебных по отношению к землянам проектов, они превосходят людей в вооружении и в техническом обеспечении. Инопланетяне атакуют города, неся смерть и разрушение, строят тайные базы на Земле и ведут подрывную деятельность, влияя на политику государств. Если игрок будет преуспевать в своей миссии, инопланетяне попытаются найти и уничтожить его базы.
В игре может быть несколько концовок. Если игрок получает отрицательный рейтинг в течение двух месяцев подряд, или уходит в глубокий финансовый дефицит на два месяца подряд, или все его базы захвачены, игра оканчивается поражением, и собрание финансирующих наций пытается договориться с пришельцами, что заканчивается неудачей и последующей гибелью человечества. Однако, если игроку удаётся уничтожить базу пришельцев на Марсе, игра завершается победой человечества.

## Игровой процесс
Игра проходит в двух режимах, стратегическом («Geoscape») и тактическом («Battlescape»). Как считает автор GameSpy, игра объединяет игровой процесс серии Gold Box с 4X-игрой типа Master of Orion, и в результате получается смесь двух значительно разных игр. Технически в версии для DOS оба режима реализованы как два независимых исполняемых файла, которые вызывают друг друга при переходе игрока из одного режима в другой.

### Стратегический режим, «Geoscape»

Игровой скриншот стратегического режима. Справа располагается игровое меню.

Основным игровым экраном является интерактивная карта планеты Земля, называемая «Geoscape», в виде глобуса на фоне космоса, который свободно вращается игроком для обзора территории. На глобусе соответствующими метками отмечаются базы и корабли X-COM и пришельцев, а также (при достаточном приближении) города. Все города, отмеченные на карте, могут подвергнуться террористической атаке пришельцев.
Игра начинается 1 января 1999 года, и в этот момент игрок должен выбрать место для его первой базы на карте. Игрок может управлять базами X-COM и изменять их структуру, снаряжать летательные аппараты, управлять процессами научных исследований и производства продвинутой экипировки, покупать или продавать снаряжение и нанимать или увольнять персонал. Также игрок может отправлять перехватчики с базы с целями патрулирования территории, перехвата НЛО, либо отправлять наземные силы X-COM на миссии, используя транспортники.
В игре двенадцать регионов, где игрок может разместить базы и где действуют пришельцы. Пришельцы проводят несколько типов операций, начиная от безвредных разведывательных миссий, и заканчивая актами террора по отношению к национальным правительствам с целью выхода конкретной страны из проекта X-COM.
Финансирование проекта проводится шестнадцатью государствами-основателями. В конце каждого месяца составляется отчет по финансированию, где государства могут увеличить либо понизить свою долю в зависимости от прогресса проекта с их точки зрения. Любое из этих государств может выйти из проекта, если его в правительство проникли пришельцы. Путём обратной разработки захваченных артефактов пришельцев учёные проекта X-COM могут разработать лучшую технологию для борьбы с пришельцами.
Если радар базы обнаружит инопланетный корабль, можно выслать один или несколько кораблей на перехват, в случае приземления или крушения сбитого НЛО — отряд десантников, чтобы уничтожить или взять в плен оставшихся в живых инопланетян и забрать с места крушения все объекты инопланетного происхождения, представляющие ценность для исследований и применения. Десантный отряд требуется высылать и в том случае, если атакован город. Обнаружив инопланетную базу, можно уничтожить её силами того же десанта. Десантники также обороняют свои базы в случае атаки инопланетян.

### Тактический режим, «Battlescape»

Игровой скриншот тактического режима. Бой оперативников X-COM с пришельцами из подбитого НЛО.

Геймплей переключается в фазу тактического боя в случае, когда наземные силы X-COM вступают в контакт с пришельцами. На тактическом экране игрок командует солдатами в бою против пришельцев в изометрическом виде и пошаговом тактическом режиме на случайно сгенерированной карте.
У каждого из солдат, управляемых игроком, есть ряд различных параметров, определяющих его возможности. В первую очередь, каждый солдат каждый ход получает ограниченное количество единиц времени (англ. time units). Причём если солдат несёт слишком много вещей и не обладает достаточной силой для этого — он не сможет получить максимального числа единиц времени. Движение и психические атаки имеют фиксированную «стоимость», поэтому чем больше солдат имеет единиц времени — тем дальше он сможет пройти за один ход и тем больше психических атак он сможет произвести. Однако выстрелы из различного оружия имеют процентную стоимость от максимального числа единиц времени солдата, поэтому увеличение числа единиц времени не оказывает влияния на максимальное возможное число выстрелов. Помимо этого солдат имеет ограниченную выносливость (англ. energy), которая также расходуется при движении и восстанавливается до максимума за несколько ходов. Слишком долго бегущий солдат может устать и в определённый момент не сможет ходить даже при наличии нужного для хода числа единиц времени.
В игре семь различных типов окружения: фермерские поля, пустыни, леса, лед, горы, джунгли и город. В дополнении во время битв на базах пришельцев либо на собственной базе используется ещё два типа окружения.
Бои на местности занимают не так много игрового времени, однако много реального. В этом режиме иногда возникает так называемая «проблема последнего пришельца» — ситуация, когда поиск самого последнего пришельца растягивается на крайне длительное время (по той причине, что он впал в панику и остаётся в укромном месте, или просто оказывается в неудачном месте — например, на недоступной игроку крыше здания).
| Системные требования ПК-версии | Системные требования ПК-версии | Системные требования ПК-версии                        |
| ------------------------------ | ------------------------------ | ----------------------------------------------------- |
|                                | Минимальные                    | Рекомендуемые                                         |
| PC                             |                                |                                                       |
| ОС                             | DOS 4.0+ или Windows 95        | DOS 4.0+ или Windows 95                               |
| ЦПУ                            | 386SX 16МГц                    | 486DX 33МГц                                           |
| Объём ОЗУ                      | 4 MB                           | 8 MB                                                  |
| Место на диске                 | 10 MB                          | 15 MB                                                 |
| Видеокарта                     | VGA-совместимая видеокарта     | SVGA-совместимая видеокарта                           |
| Звуковая плата                 | Внутренний динамик ПК          | Sound Blaster/AdLib/Roland-совместимая звуковая карта |

По окончании хода игрока начинается ход инопланетян и мирных жителей (если они присутствуют), за которых играет компьютер. Эпизод заканчивается, когда:
- уничтожены или обезврежены все инопланетяне;
- уничтожены или обезврежены все оперативники X-COM;
- когда игрок отдаёт команду «отмена миссии» (англ. abort mission) и поднимает транспортный корабль в воздух — при этом игрок теряет всё, что не находится в данный ход на борту корабля или в «зелёной зоне» (бойцов, HWP, оборудование, пленных). Впрочем, существуют миссии, при которых «эвакуация» является условием успешного завершения миссии — в случае финального задания или во время уничтожения базы противника, если удастся до взлёта разрушить управляющий центр противника.

Итоговый рейтинг миссии зависит от того, сколько потеряно оперативников X-COM, сколько гражданских спасено или погибло, пришельцев убито или захвачено, число и тип добытых иноземных артефактов. Вместо получения очков опыта, которых в игре нет, выжившие оперативники могут получить автоматическое повышение своих характеристик, например точность и мораль. Часто стреляющий солдат развивает точность стрельбы, а много бегающий со временем получает большее число единиц времени. Наиболее опытные оперативники также будут продвигаться в звании. Каждый солдат имеет 100 очков «боевого духа» (англ. morale). Полученные ранения и гибель товарищей отрицательно влияет на боевой дух бойцов (чем выше звание убитого солдата, тем сильнее будет воздействие на оставшихся в живых), и в итоге они могут впасть в состояние неконтролируемой ярости или паники. Уничтожение пришельцев, наоборот, восстанавливает боевой дух отряда. Боевой дух также выступает в роли здоровья при пси-атаках пришельцев: оперативник с нулевым значением этого параметра небоеспособен и скорее всего попадёт под контроль пришельцев. В дополнение к персоналу игрок может также использовать беспилотные наземные бронемашины, снаряжённые тяжёлым оружием, не подверженные изменениям боевого духа, но не получающие опыт за боевые миссии. Добытые артефакты пришельцев могут быть изучены и по возможности воспроизведены. Пришельцы, захваченные живьём и помещённые в изолятор, могут выдать информацию, которая может привести к открытию новых технологий и продвижению по сюжетной линии.

## Разработка
"Мы были очень рады заключению первого контракта с MicroProse, но переживали за то, какие условия нам предложат. В начале у нас были некоторые разногласия, потому что они не понимали придуманной мной концепции игры. Они не могли представить, как будет выглядеть сам процесс игры. [...] Мне стоило больших усилий объяснить это, мне пришлось разработать ещё несколько документов и посетить крупное совещание с их штатными дизайнерами, продюсерами и главой отдела разработки."
Игра изначально была придумана маленькой британской компанией Mythos Games под управлением Джулиана Голлопа как сиквел к их игре Laser Squad, выпущенной в 1988 году, «но с куда более приятной графикой, используя изометрический стиль, очень похожий на Populous.» Первая демоверсия в 1991 году представила простую тактическую игру для двух игроков, названную тогда как Laser Squad 2 (или Laser Squad II), которая работала на Atari ST. Братья Голлопы, Джулиан и Ник, пришли с игрой к трем издателям компьютерных игр, Krisalis, Domark и MicroProse, и в итоге заключили контракт с MicroProse. Джулиан Голлоп был особенно рад этому, поскольку он очень уважал MicroProse, и считал что возможно это лучшая видеоигровая компания в мире на то время.
В целом поддерживая проект, издатель высказал опасения что демоверсии не хватает масштаба чтобы сравняться с такой хитовой игрой MicroProse, как Sid Meier's Civilization. «Цивилопедия» из Civilization также вдохновила на добавление в игру внутренней энциклопедии, названной UFOpaedia. Предложение по использованию энциклопедии и тематики НЛО в проекте было выдвинуто Питом Морлендом, главой разработки британского отдела MicroProse.

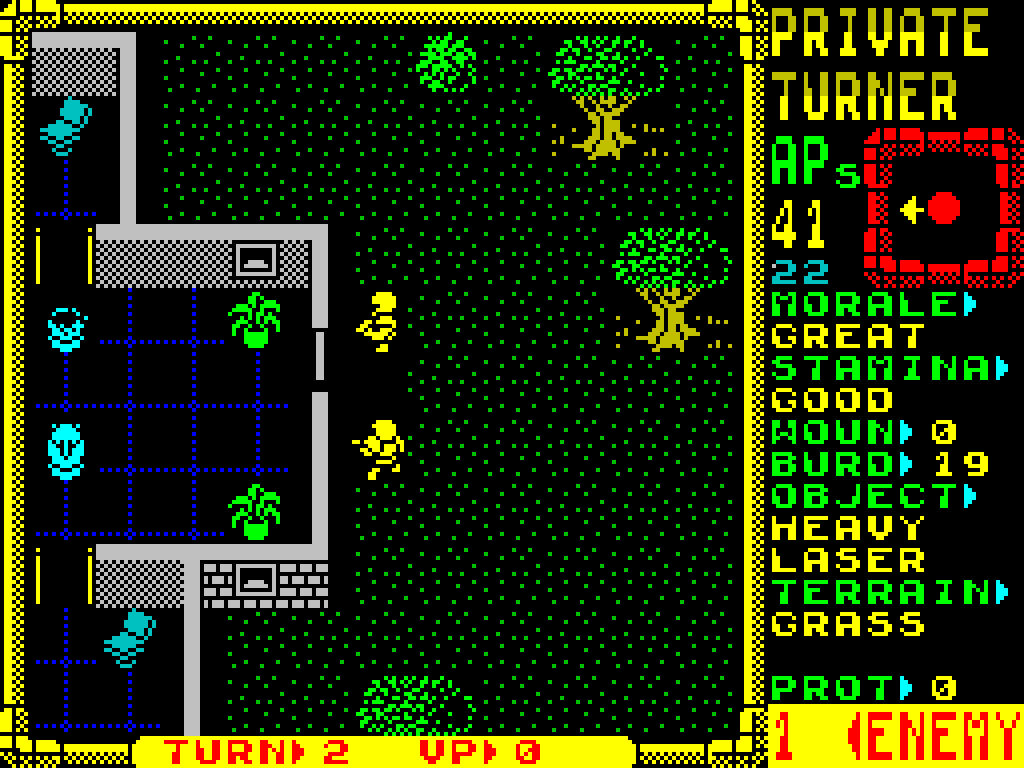
Laser Squad, прародительница X-COM: UFO Defense. Показана версия для ZX Spectrum

Под управлением MicroProse и работая в студии в городе Чиппинг-Содбери, Джулиан Голлоп составил систему разработки и технологий в игре, которая также несколько эмулировала систему открытий в Civilization. По его словам, это также помогло составить сюжет игры. Он поменял сеттинг игры на современную Землю и расширил стратегические элементы, добавив возможность захватывать и изучать технологии пришельцев. Голлоп упомянул британский телесериал «НЛО» как вдохновивший сюжет игры, в основном идею международной организации против инопланетян и психические способности некоторых рас пришельцев, хоть сам сериал и был «несколько скучным». Также на идеи Голлопа повлияла книга Тимоти Гуда «Alien Liaison», к примеру, что правительства могут сами захватывать инопланетное оружие либо тайком договариваться с захватчиками, негативный результат чего также в итоге появился в игре.
Художники MicroProse UK, Джон Рейтц и Мартин Смилли нарисовали графику для игры в «популярном манга-стиле». Джулиан Голлоп отозвался о стиле Рейтца как «заметно комиксовом», и что Смилли нарисовал «очень детальную графику окружения». Джон Брумхолл написал музыку для игры в то время как Эндрю Партон составил звуковые эффекты. Также в разработке игры участвовали люди, которые принесли большой вклад, но не были указаны в титрах, к примеру, дизайнер Стив Хэнд, поклонник Laser Squad, который помог с заключением контракта на проект, выбрал имя X-COM и помог с подбором графического стиля игры. Хэнд считал, что изначальный дизайн-документ был прописан очень плохо, в основном интерактивная система перехвата НЛО, но итоговая игра всё же оказалась очень близка к нему. Некоторые типы существ были убраны из игры, будучи сочтенными скучными, в том числе люди в чёрном, от использования которых отказались, так как MicroProse желало запустить свой проект на эту тему, позже отменённый.
Тестирование игры было затруднённым. Джулиан Голлоп рассказал, что работа над совмещением частей игры началась ближе к концу разработки, и возник вопрос о том, как тестировать игру. По его словам, проблема заключалась в том, что если пройти игру от начала и до конца, а затем внести правки, то для их тестирования игру нужно было проходить заново. В последние три месяца в команде были тестировщики, однако Голлопу приходилось заниматься тестированием игры по частям, например: «Я постараюсь протестировать раннюю игру. Я попробую протестировать середину игры». Самым сложным было тестирование конечной части игры, поскольку к этому времени она могла начать «разваливаться» — действия в начале игры имели системный эффект, любые изменения могли сделать конец игры либо очень простым, либо очень сложным.
Публичная демоверсия игры была выпущена в США под названием X-COM: Terran Defense Force. Несмотря на множество изменений по сравнению с первой демоверсией, тактическая часть игры осталась верной походовой механике Laser Squad и более ранней серии Rebelstar от братьев Голлопов. Искусственный интеллект этих игр сформировал основу для тактики противника, и Джулиан Голлоп запрограммировал собственные алгоритмы поиска пути и поведения. К примеру, инопланетянам намеренно был дан элемент непредсказуемости в их действиях. Это была первая игра, созданная ими для ПК. В ретроспективе Джулиан высказал мнение, что ему стоило сконцентрироваться на дизайне игры, и оставить всё программирование Нику. Продюсера игры Тима Робертса он охарактеризовал как «очень расслабленного» и рассказал, что тот позволял команде работать над игрой без какого-либо вмешательства и графиков, ограничиваясь ежемесячными встречами в пабе.
"Мы были абсолютно не в курсе проблем MicroProse и только позднее узнали, что пару раз наш проект чуть не законсервировали. Нас, конечно, волновало поглощение компанией Spectrum Holobyte, но наш продюсер постоянно заверял, что всё будет в порядке. Мы также практически ничего не знали о том, что Spectrum Holobyte наша игра не нравилась в принципе. На тот момент уже шло тестирование и нашей группе по обеспечению качества пришлось вести активную борьбу за сохранение проекта."
В изначальном контракте на разработку игры было отведено 18 месяцев. В процессе разработки игру чуть не отменили дважды: в первом случае в связи с финансовыми трудностями, а во втором случае было давление со стороны Spectrum HoloByte после того как они в 1993 году купили у Билла Стайли пакет акций MicroProse. Джулиан Голлоп рассказал, что группа по обеспечению качества помогла спасти игру от закрытия; их отзывы также помогли «отполировать» игру. Spectrum HoloByte по факту отдало приказ на отмену разработки игры, но боссы MicroProse UK, Пит Морленд, Адриан Парр и Пол Хиббард провели встречу, на которой решили проигнорировать приказ и не оповещать Голлопа о нём. Таким образом, команда разработчиков продолжала свою работу без ведома руководителей материнской компании, и она была закончена в марте 1994 года, спустя 30 месяцев после подписания контракта. За три месяца до окончания в HoloByte всё же узнали о том, что разработка не была прекращена, и команде пришлось работать по 12 часов ежедневно, чтобы закончить её до конца финансового года. Общая стоимость разработки ПК-версии составила 115 000 фунтов стерлингов.
После завершения разработки Голлоп охарактеризовал X-COM: UFO Defense следующим образом:
В итоге у нас вышла игра, в которой я не знал, как победить. Я не знал, в чём заключается лучшая стратегия или тактика, несмотря на то, что сам разработал всю игровую механику. Именно это характеризует хорошую стратегическую игру. 
Оригинальный текст (англ.)We ended up with a game that I didn’t know how to win. I didn’t know which were the best strategies or tactics, even though I designed all the game’s systems. That is what makes a good strategy game.

## Выпуск
Завершенная игра продавалась под названиями UFO: Enemy Unknown в Европе и Австралии, и X-COM: UFO Defense в Северной Америке. Последняя отличалась другой обложкой коробки, в то время как обложка UFO: Enemy Unknown изображала пришельцев и их космические корабли совершенно не похожими ни на что, что есть в игре. В Японии игра была переименована компанией Culture Brain в X-COM Michi Naru Shinryakusha (яп. X-COM 未知なる侵略者 X-COM: Unknown Invaders) и выпускалась под обложкой с другим графическим стилем.

### Портированные версии и переиздания
Портирование на Amiga было выполнено Ником, братом Джулиана Голлопа, и «это было довольно сложно, поскольку Амига не была настолько же быстрой, как ПК в то же время.» В версии под ECS/OCS видеопроцессоры Amiga графика была хуже, чем в версии для ПК, и там не было освещения во время боевых миссий, но качество звука улучшено; при этом графика в версии для видеопроцессора AGA была лучше. Лимитированное издание для Amiga CD32 содержало будильник с брендом MicroProse.
В портированной PlayStation-версии 1995 года осталась оригинальная графика из-за ограничений по времени разработки, но она содержит, в отличие от ПК-версии, гораздо более качественную музыку: 55 минут треков CD-качества и 8 минут 16-битных треков, в отличие от 8-битной MIDI-музыки. Новая музыка была написана Аллистером Бримблом, который позднее также написал музыку для X-COM: Terror from the Deep. Версия для PlayStation совместима с мышью PlayStation Mouse и требует наличия пяти свободных блоков на карте памяти PlayStation для возможности сохранения миссии в тактическом режиме.
Игра позднее была перевыпущена в 1996 году как часть компиляции X-COM: Unknown Terror от MicroProse и Prima Games, и позднее, в 1998 году, в составе коллекционного издания от MicroProse. В 1999 году Hasbro Interactive выпустило сборник X-COM Collection. Компания 2K Games в 2008 и 2009 годах перевыпустила игру в составе больших сборников игр. Заодно, в X-COM: Complete Pack все пять игр были выпущены на платформе Steam с добавленной поддержкой Windows XP и Windows Vista. Также было несколько перевыпусков для Amiga и PlayStation.

### Пользовательские модификации
После выхода игры пользователи отмечали многочисленные проблемы и недоработки, оставшиеся в игре даже после выхода официальных исправлений MicroProse. Среди них была ошибка, при которой уровень сложности сбрасывался на самый лёгкий после первой миссии вне зависимости от того, какой был выбран в начале игры. Это привело к тому, что когда MicroProse выпустила продолжение X-COM: Terror from the Deep, основанное на том же движке, пользователи стали жаловаться на его чрезмерную сложность, считая, что оригинальная игра была более лёгкой даже на высоких уровнях. Один из фанатов игры, Скотт Т. Джонс, в 1995 году написал фанатский патч, который позднее стал полноценной модификацией игры под названием XComUtil. XComUtil разрешил проблему с выбором уровня сложности, а также исправил множество проблем в интерфейсе и балансе игры. В 2010 году дальнейшая разработка модификации была отдана Дэвиду Джонсу.
В 2009 году стартовал проект OpenXcom, поставивший перед собой целью создание открытой реализации движка игры, свободной от известных ошибок и ограничений оригинальной игры, с усовершенствованными ИИ и пользовательским интерфейсом, локализацией на большое количество языков и возможностью кастомизации и моддинга. С 2015 года проект полностью поддерживает ресурсы обеих игр для DOS.

## Оценки
| Сводный рейтинг        | Сводный рейтинг                                              |
| Агрегатор              | Оценка                                                       |
| ---------------------- | ------------------------------------------------------------ |
| GameRankings           | 93,60 % (PC) 92,90 % (PlayStation)                           |
| Иноязычные издания     |                                                              |
| Издание                | Оценка                                                       |
| Amiga Action           | 9,2/10                                                       |
| Amiga Format           | 9,0/10, 9,0/10                                               |
| Amiga Power            | 3,6/10 and 6,6/10 7,5/10 and 8,5/10 (AGA)                    |
| Commodore User         | 8,5/10, 9,3/10 8,9/10 (AGA)                                  |
| CGW                    | (PC)                                                         |
| EGM                    | 8,8/10 (9,5/9,5/8,5/8,0) (PlayStation)                       |
| Game Informer          | 8,5/10 (PlayStation)                                         |
| GameSpot               | 9,0/10 (PC)                                                  |
| IGN                    | 9,4/10 (PC) 9,0/10 (PlayStation)                             |
| PC Gamer (US)          | 8,8/10 (PC)                                                  |
| The One                | 7,3/10 8,9/10 (AGA) 8,6/10 (CD32)                            |
| Next Generation        | (PlayStation)                                                |
| Just Games Retro       | (PC)                                                         |
| Русскоязычные издания  |                                                              |
| Издание                | Оценка                                                       |
| Game.EXE               | ∞ (PC)                                                       |
| Энциклопедия Водолеева | (PC)                                                         |
| Награды                |                                                              |
| Издание                | Награда                                                      |
| Computer Gaming World  | Рейтинг лучших игр всех времён (1996), 22-е место            |
| Computer Gaming World  | Рейтинг самых сенсационных игр всех времён (1996), 1-е место |
| Power Play             | Лучшее смешение жанров 1994 года                             |

После выхода игра получила позитивные отзывы и большой коммерческий успех, продавшись в количестве более 600 000 экземпляров в версии для DOS, не считая дальнейшие порты и переиздания на Amiga и PlayStation. Половина продаж игры прошла в США, что было редкостью для европейской игры на то время. Голлоп связал успех игры с тем, что её название и тематика схожи с телесериалом «Секретные материалы», который начал вещание годом ранее.
Игра принесла братьям Голлопам чуть больше миллиона фунтов в виде роялти. Также игра оказалась очень популярной в России, хоть Голлопы и не получили оттуда дохода, поскольку она распространялась путем компьютерного пиратства.
Крис Ломбарди из Computer Gaming World назвал игру «потрясающим тактическим варгеймом под интересным стратегическим концептом» и отметил что она разнообразна и интенсивна; недостатком назвал то, что требуется время для того чтобы разобраться в устройстве игры.
Трент Уорд в обзоре 1994 года в журнале PC Gamer поставил X-COM 88 баллов, отметив отличный геймплей, сюжет и простой боевой интерфейс, указав простоту графики, и добавил, что игру стоит покупать — «хоть ей и не достает красоты, она покрывает этот недостаток сполна своей играбельностью».
Рон Дулин, обозреватель сайта GameSpot, поставив игре 9 из 10 баллов, поделился своими переживаниями: «Сначала я „не въехал“. Ньюсгруппы взорвались восторгами по поводу X-что-то-там — каждый, кто играл в неё, превращался в почти зомби, постоянно говоря о ней и зафлуживая доски бесконечными тредами с теориями и стратегиями. Редактор выдал мне диск, чтобы я срочно наделал скриншотов. Я посмотрел — мне не понравилось. Ладно, думаю, возьму диск домой… Большая ошибка. Следующие несколько месяцев я провел всё возможное время за игрой, спя лишь по несколько часов в сутки. Иногда я сбегал домой с работы в обеденный перерыв, чтобы урвать ещё хотя бы час игры».
Андрей Подшибякин из Game.EXE в рубрике «последний взгляд» похвалил игру, «в которую вы сможете играть даже тогда, когда у вашей собаки появятся правнуки, а ваши одноклассники заведут семьи и отпустят седые бороды», и отметил её играбельность, «легко выражаемую знаком бесконечности».
В 2007 и 2009 году сайт IGN поставил X-COM: UFO Defense на первое место в ряду 25 лучших PC-игр всех времён.

## Сиквелы
Воодушевлённая успехом игры, компания Microprose выпустила в 1995 году игру X-COM: Terror From The Deep, основанную на той же программной базе. Эта игра расширяет первую возможностью подводных сражений, а также увеличенной сложностью. Основной противник — цивилизация инопланетян, пробуждающаяся после событий первой игры со дна океанов Земли.
Следующей в линейке игр X-COM была игра X-COM: Apocalypse (1997), в которой была реализована возможность вести бой в реальном времени, когда солдаты и инопланетяне двигаются не ходами, а параллельно (возможность походовой игры была также сохранена, игроку предоставлялся выбор двух режимов боя). Противник — инопланетяне, пришедшие из параллельного мира через ворота в виде треугольных пирамид — тетраэдров. Кроме того, по утверждению авторов игры, в X-COM: Apocalypse был встроен самообучающийся модуль искусственного интеллекта.
Затем вышла игра X-COM: Interceptor. В этой игре стратегический режим был смешан с режимом симулятора космического боя. Один из недостатков игры это то, что игроку нет возможности дать компьютеру симулировать результат боя. Interceptor была раскритикована из-за отступления от жанра серии.
В 1999 году вышла игра X-COM: Email Games, которая позволяла игрокам сражаться друг с другом с помощью пересылаемых по электронной почте сообщений с приложениями. Игра была стилизована под оригинальный X-COM: UFO Defence.
Затем вышла игра X-COM: Enforcer — шутер от третьего лица.
Фирма Hasbro закрыла своё отделение Hasbro Interactive в 2000 году. В связи с этим не состоялось появление ещё двух запланированных игр из линейки X-COM — X-COM: Genesis и X-COM: Alliance.
В 2002 году Джулиан Голлоп выпустил сетевую пошаговую тактическую стратегию Laser Squad Nemesis, которая является ремейком игры-предшественника X-COM — Laser Squad.
В 2006 году фирма SMK Software из Волгограда по официальной лицензии переработала для карманных ПК оригинальный X-COM: UFO Enemy Unknown в игру Pocket UFO, внеся косметические исправления и дополнения.
9 октября 2012 года вышел ремейк, игра XCOM: Enemy Unknown. Издателем стала 2K Games, разработчиком — студия Сида Мейера Firaxis Games.
В 2013 году вышло расширенное переиздание XCOM: Enemy Within от разработчика Firaxis Games.
5 февраля 2016 года вышло продолжение ремейка XCOM 2.

## Подражания
В 2004 году вышла игра UFO: Aftermath, описывающая события на Земле после эпидемии ужасной болезни и последующего захвата Земли инопланетянами. Эта игра чрезвычайно похожа на X-COM, но не является частью линейки.
В конце 2005 — начале 2006 года было выпущено продолжение UFO: Aftermath — UFO: Aftershock, отличающееся от предыдущих игр наличием экономической модели. В феврале 2007 ALTAR Interactive выпустила очередную версию игры. В UFO: Afterlight описываются события, произошедшие в колонии на Марсе незадолго до действий UFO: Aftershock.
В 2007 году вышла игра UFO: Extraterrestrials, которую рецензенты назвали наиболее похожей на оригинал.
Действие игры происходит во внеземной человеческой колонии, обитатели которой узнают, что Земля была захвачена инопланетянами. Вскоре инопланетные корабли начинают прибывать и в колонию. Игрок может строить базу в различных странах планеты, но не более одной базы в стране (то же самое касается инопланетян). Но некоторые элементы игры всё же могли быть улучшены: солдаты не умирают в бою (объясняется тем, что ученые нашли способ воскрешать мертвых), они просто оказываются в госпитале на очень долгий срок. При этом полная автоматизация найма солдат и персонала баз не позволяет игроку нанимать больше солдат взамен раненых (компьютер нанимает новых солдат только взамен погибших). Многие критики приветствовали игру, хотя и отмечали многие её недостатки.
Xenonauts — компьютерная игра, разработанная независимой компанией Goldhawk Interactive и выпущенная в июне 2014 года. Игра сделана по мотивам игры X-COM: UFO Defense (1993) и представляет собой смесь пошаговой стратегии и тактической ролевой игры.

## Литературные произведения
- Официальной новеллизацией игры является книга Дианы Дуэйн «Икс-Команда»[68].
- По мотивам игры фантаст Владимир Васильев написал роман «Враг неизвестен»[68].
- Николай Гуданец по мотивам игры написал роман «Главнокомандующий».